# 拟长身胸翼鱼
拟长身胸翼魚，為輻鰭魚綱水珍魚目後肛魚科的其中一種，為深海魚類，分布於中東太平洋的美國加州外海及加拉巴哥群島海域，棲息深度0-400公尺，體長可達8公分，生活習性不明。